# Libro de colorear

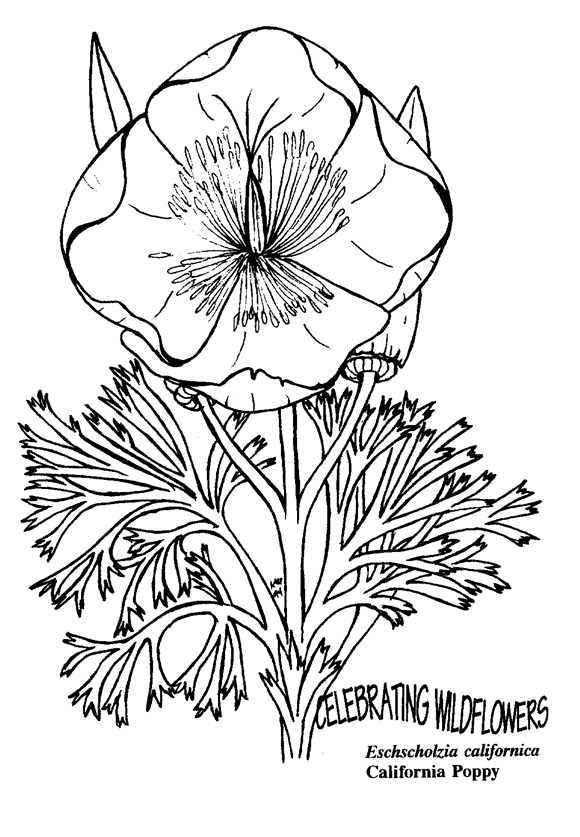
Eschscholzia californica, ilustración de un libro de colorear de temática de vida silvestre.

El libro de colorear es un libro que contiene ilustraciones compuestas por líneas de color negro sobre un fondo generalmente sin formato, en blanco, para ser coloreadas con lápices de colores, pintura, rotuladores u otras herramientas artísticas. Todo el contorno del dibujo ya viene impreso en la página, pero la imagen entera no tiene ningún color añadido. 
Hay libros de colorear destinados tanto a niños como adultos. Por ejemplo, muchos de los libros de colorear destinados a niños y jóvenes se utilizan como material promocional de películas. Los destinados para adultos son muy populares también e incluyen mandalas y jardines, entre otros diseños. De hecho, actualmente existe un boom de este tipo de libros para adultos, fomentado como actividad terapéutica y anti estrés y como una manera de redescubrir la creatividad perdida.

## Historia
El primer libro de colorear apareció en 1880 en Estados Unidos. Se llamó The Little Folks' Painting Book y publicado por la editorial McLoughlin Brothers, e ilustrado por Kate Greenaway. Muchos años más tarde, Richard F. Outcault publicó en 1907 su libro Buster's Paint Book, que mostraba al personaje de su autoría Buster Brown. El libro fue publicado por Stokes Company y dio inicio a la tendencia de utilizar los libros de colorear para publicitar una amplia variedad de productos, como café y pianos. 
Hasta la década de 1930, este tipo de libros fueron diseñados para ser completados con pintura. Luego aparecieron los lápices de colores y se comenzaron a utilizar ampliamente, pero aun así los libros venían pensados en la doble variante de uso de pintura y lápices de colores.
La década de 1960 se considera "la época de oro" de los libros de colorear en EE. UU., ya que se convirtieron en un producto muy popular para niños. En ellos se presentaron todas las imágenes posibles: desde aspiradoras hasta automóviles y héroes de diferentes historietas. En la década de 1980 surgieron libros de colorear destinados a estudiantes de nivel alto como ayuda didáctica para explorar temáticas más complejas, como anatomía y fisiología. Se basaban, por ejemplo, en un código de color para completar diagramas detallados. 

## Usos educativos y beneficios
Los educadores sostienen que todos los alumnos se benefician de la educación en arte para mejorar su comprensión de lo tangible y para desarrollar sus habilidades cognitivas y crecimiento espiritual. Los libros o las páginas de colorear son de uso habitual en la escuela por diversas razones. Primero, no solo los niños muchas veces prefieren colorear antes que realizar otra actividad, sino que al ser más recordables que el texto, las imágenes los ayudan en el proceso de aprendizaje en general. Además, son de ayuda para fomentar el interés de los alumnos en temas o conceptos que pueden resultarles esquivos, y para mejorar la comprensión de temáticas complejas en etapas educativas más altas. 
Al tratarse de un medio predominantemente no verbal, los libros de colorear también pueden servir de aplicación educativa en el caso de grupos que no hablan o no comprenden el idioma principal de instrucción o comunicación (por ejemplo, minorías étnicas dentro de una población mayor que se desenvuelve en un idioma distinto del propio). 
En cuanto a sus beneficios para la población en general, los libros de colorear contribuyen a la relajación, a bajar los niveles de estrés y a aumentar la capacidad de concentración y de resolución de problemas, de una manera que se acerca a la meditación. Los especialistas en psicología ponderan sus beneficios como terapia para adultos.

## El libro de colorear para adultos
Es a partir de 2015 que los libros de colorear para adultos comienzan a ganar mucha popularidad: ese año hubo dos libros de colorear que ocuparon el primero y el segundo puesto de libros más vendidos en Amazon. También en ese año, la empresa Crayola comenzó a ofrecer su propia línea de libros de colorear para adultos. Y para 2016, la empresa Faber-Castell, fabricante mundial de elementos artísticos y de escritura, dijo tener problemas para hacer frente a la demanda de lápices de colores debido al auge de esta tendencia, mientras que BlueStar Coloring, una casa editorial fundada en 2015 y especializada en libros de colorear para adultos, vendió un millón de ejemplares en un año solamente.
Las editoriales se sumaron a la creciente y redituable tendencia de publicar este tipo de libros, y los títulos abarcan tanto ilustraciones de figuras geométricas como de paisajes, mandalas, jardines, diseños de moda y hasta de arquitectura y viajes. Una de las mayores exponentes actuales de este género es la ilustradora escocesa Johanna Basford, cuyos libros ilustrados de jardines y bosques se ubican entre los más vendidos en todo el mundo. La escritora y artista gráfica Ruth Heller también destacó por sus libros de colorear para niños. 
Los libros de colorear para adultos pueden conseguirse tanto en formato papel como digital, en forma de libros electrónicos, aplicaciones móviles o de sitios web que ofrecen páginas ilustradas que pueden descargarse o colorearse en línea. Una nota periodística expone la teoría de que la posibilidad de adquirir títulos digitales contribuyó a difundir este género, dado que la naturaleza relativamente anónima de lo digital permite a los consumidores sentirse seguros de mirar y/o adquirir libros que en la vida real les darían vergüenza.